# Shabana Khan
Shabana Khan (* 24. Juni 1968) ist eine ehemalige US-amerikanische Squashspielerin.

## Karriere
Shabana Khan spielte von 1990 bis 2005 auf der WSA World Tour. Ihre höchste Platzierung in der Weltrangliste erreichte sie mit Rang 23 im Januar 2000. Mit der US-amerikanischen Nationalmannschaft nahm sie 1992 und 2002 an der Weltmeisterschaft teil. Bei den Panamerikanischen Spielen gewann sie 1995 und 1999 mit der Mannschaft jeweils die Silbermedaille. Zwischen 1990 und 2001 stand sie dreimal im Hauptfeld der Weltmeisterschaft im Einzel, erreichte aber nie die zweite Runde. Sie wurde 2001 nach einem Finalsieg gegen ihre Schwester Latasha Khan US-amerikanischer Meister. Sie hat sechs weitere Geschwister und eine Tochter.

## Erfolge
- Panamerikanische Spiele: 2 × Silber (Mannschaft 1995 und 1999)
- US-amerikanischer Meister: 2001